# 切拉米
切拉米（義大利語：Cerami），是意大利恩纳省的一个市镇。总面积94平方公里，人口2197人，人口密度23.4人/平方公里（2009年）。ISTAT代码为086008。